# Musical Bones
Musical Bones je četrnaesti studijski album sastava The Upsetters, a petnaesti ukupno. Album je sniman u studiju Black Ark. Izašao je 1975. godine pod etiketom DIP, a producirao ga je Lee Scratch Perry. Žanrovski pripada dubu i roots reggaeu. Album je izdan u nekoliko stotina primjeraka. Popis kompozicija uopće nije naveden. Dijelom je Perryjeve trilogije, koja obuhvaća albume Kung Fu Meets the Dragon, Return of Wax i Musical Bones.
Album je 1997. reizdala diskografska kuća Justice League. 
Godine 2005. ga je objavila izdavačka kuća Trojan Records na albumu Dubstrumentals na kojem su kao izvođači navedeni Vin Gordon i The Upsetters. Album je na dvostrukom CD-u na kojem su se nalazila tri reggae/dub albuma koje je izdao Perry 1975.: Kung Fu Meets the Dragon, Return of Wax i Musical Bones.

## Popis pjesama

### Strana A
1. Coco-Macca
2. Fly Away
3. The Message
4. Licky-Licky
5. Labrish

### Strana B
1. Quinge-Up
2. Raw-Chaw
3. 5 Cardiff Crescent
4. Four of a Kind
5. Voodoo Man

## Osoblje
- pozadinski sastav: The Upsetters
- bubnjevi: Mikey "Boo" Richards i Ben Bow Creary
- bas : Boris Gardiner
- gitara: Earl "Chinna" Smith i Geoffrey Chung
- orgulje : Winston Wright
- rog : Bobby Ellis i Dirty Harry
- trombon: Vin Gordon
- perkusije: Skully i Lee Perry

## Vanjske poveznice
- (engleski) Roots-archive.com  Arhivirana inačica izvorne stranice od 12. listopada 2008. (Wayback Machine)
- (engleski)Ethernal Thunder  Arhivirana inačica izvorne stranice od 18. rujna 2011. (Wayback Machine)